# Símun av Skarði

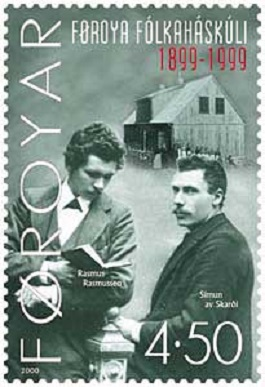
Símun av Skarði na znaczku pocztowym (po prawej)

Símun av Skarði (ur. 3 maja 1872 w Skarð, zm. 9 października 1942 w Thorshavn) – farerski poeta, polityk i nauczyciel. Do jego największych osiągnięć należy ukończony 1 lutego 1906 Tú alfagra land mítt, hymn Wysp Owczych.

## Życiorys
Símun był synem Elsy i Johannesa Johannessenów, mieszkańców miasteczka Skarð na wyspie Kalsoy, skąd pochodzi jego nazwisko, które na Wyspach Owczych niejednokrotnie przyjmowane jest właśnie od nazw osad. W roku 1896, w wieku 24 lat został absolwentem Farerskiej Szkoły Nauczycieli (Thorshavn), a trzy lata później założył, wraz ze swym przyjacielem Rasmusem Rasmussenem, przybytek edukacyjny, nazwany Føroya Fólkaháskúli (z farerskiego Farerski Uniwersytet Ludowy) i pozostał jego rektorem aż do śmierci. 1901 rok to dla pisarza czas szczęścia, bowiem ożenił się z Sanną Jacobsen. Siedem lat po tym urodziła im się córka Sigrid av Skarði Joensen, a po następnych trzech, syn Jóhannes av Skarði. Poeta zajął się też życiem politycznym, będąc w latach 1906–1914, członkiem partii Sjálvstýrisflokkurin. W 1913 razem z Jákupem Dahlem, farerskim proboszczem i tłumaczem, w dziele Jólasálmar og morgun og kvøldsálmar spisali wiele kolęd i podobnych im pieśni ze swego kraju. Símun umarł 9 października 1942 roku, w wieku 70 lat. W roku 1978 zmarła jego żona, Sanna.